# Compostela (Nayarit)
Compostela ist eine ca. 20.000 Einwohner zählende Kleinstadt und Hauptort einer Gemeinde (municipio) mit etwa 80.000 Einwohnern und Hauptort der gleichnamigen Gemeinde. Die Stadt zählt wegen ihres noch weitgehend traditionellen Ortsbildes seit dem Jahr 2018 zu den Pueblos Mágicos Mexikos.

## Lage und Klima
Die Stadt Compostela ist nur etwa 30 km Luftlinie von der Pazifikküste Mexikos entfernt und liegt in einer Höhe von ca. 860 m. Tepic, die Hauptstadt des Bundesstaats, befindet sich knapp 38 km (Fahrtstrecke) nördlich. Das Klima ist im Winterhalbjahr eher trocken und warm, im Sommerhalbjahr dagegen regnerisch (ca. 1060 mm/Jahr) und tropisch schwül.

## Bevölkerung
| Jahr      | 2000   | 2010   | 2020   |
| Einwohner | 15.797 | 17.573 | 20.322 |

Der überwiegende Teil der Bevölkerung ist indianischer Abstammung (Caxcanes), aber es gibt auch zahlreiche Mestizen.

## Wirtschaft
Compostela ist ein ruhiger Handels- und Touristenort im Westen Mexikos. Die Küstenbadeorte San Blas und Puerto Vallarta sind jeweils etwa 100 km entfernt.

## Geschichte
Die Gegend war bereits im Jahr 1525 von Francisco Cortés de San Buenaventura, einem Neffen von Hernán Cortés, erkundet worden. Im Jahr 1529 drang Nuño Beltrán de Guzmán an der Spitze von etwa 500 Spaniern und 10.000 Mann starken indianischen Hilfstruppen (Azteken und Tlaxcalteken) in das Gebiet der zwei Jahre später Neu-Galicien genannten Provinz ein. In der Folge beutete er die Gegend und ihre Bevölkerung aus, doch wurde er im Jahr 1536 vom damaligen Vizekönig Antonio de Mendoza gefangen genommen und in Ketten nach Spanien exiliert. Im Zuge der Niederschlagung eines Indianer-Aufstandes (Mixtón-Krieg) gründete Cristóbal de Oñate am 25. Juli 1540 die Stadt Villa de Santiago de Galicia de Compostela de Indias an der Stelle einer Indianersiedlung mit Namen Coatlán; Compostela wurde die erste Hauptstadt der Provinz, bis der Regierungssitz im Jahr 1560 nach Guadalajara verlegt wurde.

## Sehenswürdigkeiten
- Ältestes Bauwerk am Ort ist die einschiffige, noch aus dem 16. Jahrhundert stammende und größtenteils aus Vulkangestein erbaute Kirche Santiago Apostól. Der aus Ziegelsteinen errichtete, aber verputzte Glockenturm ist deutlich jünger.
- Neben der Kirche erstreckt sich die begrünte Plaza Mayor.
- Die meist ein- oder zweigeschossigen Häuser der geradlinig verlaufenden Seitenstraßen sind in bunten Farben gestrichen.
- Das örtliche Museum zeigt präkolumbianische Keramiken sowie kolonialzeitliche Waffen etc.
- Ca. 500 m südlich der Stadt befindet sich ein kleiner See mit einem ungenutzten Leuchtturm.